# European Stock 1000 Series
De European Stock 1000 Series is een kampioenschap in de motorsport. Het is onderdeel van het landenkampioenschap Acceleration 2014, wat bestaat uit verschillende autosport- en motorsportklassen en wordt georganiseerd door het Nederlandse International Sport Racing Association. Het evenement bevat naast de ACC1000 de autosportklassen Formula Acceleration 1, MW-V6 Pickup Series en Legend SuperCup en de motorsportklasse European Stock 600 Series. Het is een vergelijkbaar concept met de A1 Grand Prix, waarbij elk team een land vertegenwoordigt. Het is niet verplicht dat de coureur uit hetzelfde land komt als het team.

## Opzet
In de raceweekenden zijn er twee vrije trainingen op vrijdag. Op zaterdag zijn er twee kwalificaties die samen de startopstelling voor de race op zondag vormen. Deze race wordt voorafgegaan door een warming-up.

## Kalender
| Ronde | Circuit             | Data          |
| ----- | ------------------- | ------------- |
| 1     | Circuito de Navarra | 2-4 mei 2014  |
| 2     | Slovakiaring        | 4-6 juli 2014 |

- De raceweekenden op het Circuit Zolder, het Circuit Paul Ricard en het Automotodrom Grobnik werden op 27 juni 2014 afgelast.
- Het raceweekend op de Hungaroring werd op 21 augustus 2014 afgelast.
- Tijdens het raceweekend op het TT Circuit Assen tussen 17 en 19 oktober 2014 werd deze klasse vervangen door de OW Cup, waarvan de rijders niet gemachtigd waren om punten te scoren voor dit kampioenschap.

## Deelnemers
| Team                    | Motor          | Nr.                     | Coureur                        | Ronden |
| ----------------------- | -------------- | ----------------------- | ------------------------------ | ------ |
|                         |                | 6                       | Beran Jaroslav                 | 2      |
|                         | 8              | Klich Martin            | 2                              |        |
| Kawasaki ZX10           | 10             | Dulik Rado              | 2                              |        |
| BMW                     | 14             | Lewandowski Marek       | 2                              |        |
| BMW                     | 39             | Hudec Andrej            | 2                              |        |
|                         | 44             | Palenik                 | 2                              |        |
| Suzuki GSXR 1000        | 53             | Rubén Gallego Palacio   | 1                              |        |
| BMW S1000               | 76             | Oscar Borrajo Rodriguez | 1                              |        |
| BMW S1000               | 82             | Ruben Borrajo Rodriguez | 1                              |        |
|                         | 83             | Rezniciek               | 2                              |        |
| Yamaha R1               | 88             | Gregr Edmund            | 2                              |        |
| Honda                   | 144            | Dimcev Robert           | 2                              |        |
|                         | 239            | Klimits                 | 2                              |        |
| Motor Club Cirbon       | BMW S1000      | 7                       | Javier Salillas Santos         | 1      |
| Hi-Sport Competicion    | Ducati 1098 R  | 11                      | Mikel Aragunde Lopez           | 1      |
| Dorsal 23               | Kawasaki ZX10R | 23                      | Rafael Samper Izco             | 1      |
| Unlimited Competicio    | BMW S1000      | 28                      | Jacob Alvaro Mata              | 1      |
| C.D. Arnaiz Competicion | Yamaha R1      | 30                      | Pedro Arnaiz Campo             | 1      |
| Sgues-Skull             | Kawasaki ZX10R | 35                      | Mario Peru Beramendi           | 1      |
| Vapenka Racing Team     | BMW            | 48                      | Miklanek Ladislav              | 2      |
| Slovakia Racing Team    | Kawasaki       | 9                       | Jasenský Lukáš                 | 2      |
| Slovakia Racing Team    | BMW            | 59                      | Surina Peter                   | 2      |
| GG Team                 | Yamaha R1      | 79                      | Juan de Dios Mariscal Guerrero | 1      |
| Olias Racing Team       | Kawasaki ZX10R | 88                      | Juan Mari Olias Melero         | 1      |
| Motoclub Balaz          | BMW            | 001                     | Bucko Miro                     | 2      |
| Motoclub Balaz          | BMW            | 333                     | Kucera Roman                   | 2      |

## Uitslagen
| Ronde | Circuit             | Datum  | Pole position           | Snelste ronde         | Winnend coureur       |
| ----- | ------------------- | ------ | ----------------------- | --------------------- | --------------------- |
| 1     | Circuito de Navarra | 4 mei  | Oscar Borrajo Rodriguez | Juan Mari Olias Meler | Juan Mari Olias Meler |
| 2     | Slovakiaring        | 6 juli | Dulik Rado              | Dulik Rado            | Dulik Rado            |

## Kampioenschap

### Puntensysteem
| Positie | 1e | 2e | 3e | 4e | 5e | 6e | 7e | 8e | 9e | 10e | 11e | 12e | 13e | 14e | 15e |
| Punten  | 25 | 20 | 16 | 13 | 11 | 10 | 9  | 8  | 7  | 6   | 5   | 4   | 3   | 2   | 1   |

- Coureurs hoeven niet te finishen om in aanmerking te komen voor punten.

### Coureurs
| Pos | Coureur                        | No. | Motor              | NAV | SVK | Punten |
| --- | ------------------------------ | --- | ------------------ | --- | --- | ------ |
| 1   | Juan Mari Olias Meler          | 88  | Kawasaki           | 1   |     | 25     |
| 2   | Dulik Rado                     | 10  | Kawasaki           |     | 1   | 25     |
| 3   | Oscar Borrajo Rodriguez        | 76  | BMW                | 2   |     | 20     |
| 4   | Miklanek Ladislav              | 48  | BMW                |     | 2   | 20     |
| 5   | Rafael Samper Izco             | 23  | Kawasaki           | 3   |     | 16     |
| 6   | Kucera Roman                   | 333 | BMW                |     | 3   | 16     |
| 7   | Javier Salillas Santos         | 7   | BMW                | 4   |     | 13     |
| 8   | Rezniciek                      | 83  |                    |     | 4   | 13     |
| 9   | Mikel Aragunde Lopez           | 11  | Ducati             | 5   |     | 11     |
| 10  | Bucko Miro                     | 001 | BMW                |     | 5   | 11     |
| 11  | Juan de Dios Mariscal Guerrero | 79  | Yamaha             | 6   |     | 10     |
| 12  | Surina Peter                   | 59  | BMW                |     | 6   | 10     |
| 13  | Rubén Gallego Palacio          | 53  | Suzuki             | 7   |     | 9      |
| 14  | Gregr Edmund                   | 88  | Yamaha Corporation |     | 7   | 9      |
| 15  | Jacob Alvaro Mata              | 28  | BMW                | 8   |     | 8      |
| 16  | Beran Jaroslav                 | 6   |                    |     | 8   | 8      |
| 17  | Mario Peru Beramendi           | 35  | Kawasaki           | 9   |     | 7      |
| 18  | Pedro Arnaiz Campo             | 30  | Yamaha             | 10  |     | 6      |
| -   | Ruben Borrajo Rodriguez        | 82  | BMW                | WD  |     | 0      |
| -   | Klich Martin                   | 8   |                    |     | WD  | 0      |
| -   | Jasenský Lukáš                 | 9   | Kawasaki           |     | WD  | 0      |
| -   | Lewandowski Marek              | 14  | BMW                |     | WD  | 0      |
| -   | Hudec Andrej                   | 39  | BMW                |     | WD  | 0      |
| -   | Palenik                        | 44  |                    |     | WD  | 0      |
| -   | Dimcev Robert                  | 144 | Honda              |     | WD  | 0      |
| -   | Klimits                        | 239 |                    |     | WD  | 0      |
| Pos | Coureur                        | No. | Motor              | NAV | SVK | Punten |

- Coureurs vertrekkend van pole-position zijn vetgedrukt.
- Coureurs met de snelste raceronde in cursief.